# یتژاک شووا
یتژاک شووا (عبری: יצחק תשובה؛ زادهٔ ۷ ژوئیهٔ ۱۹۴۸) کارآفرین و سرمایه‌دار اهل اسرائیل است.